# Brandweer Hollands Midden

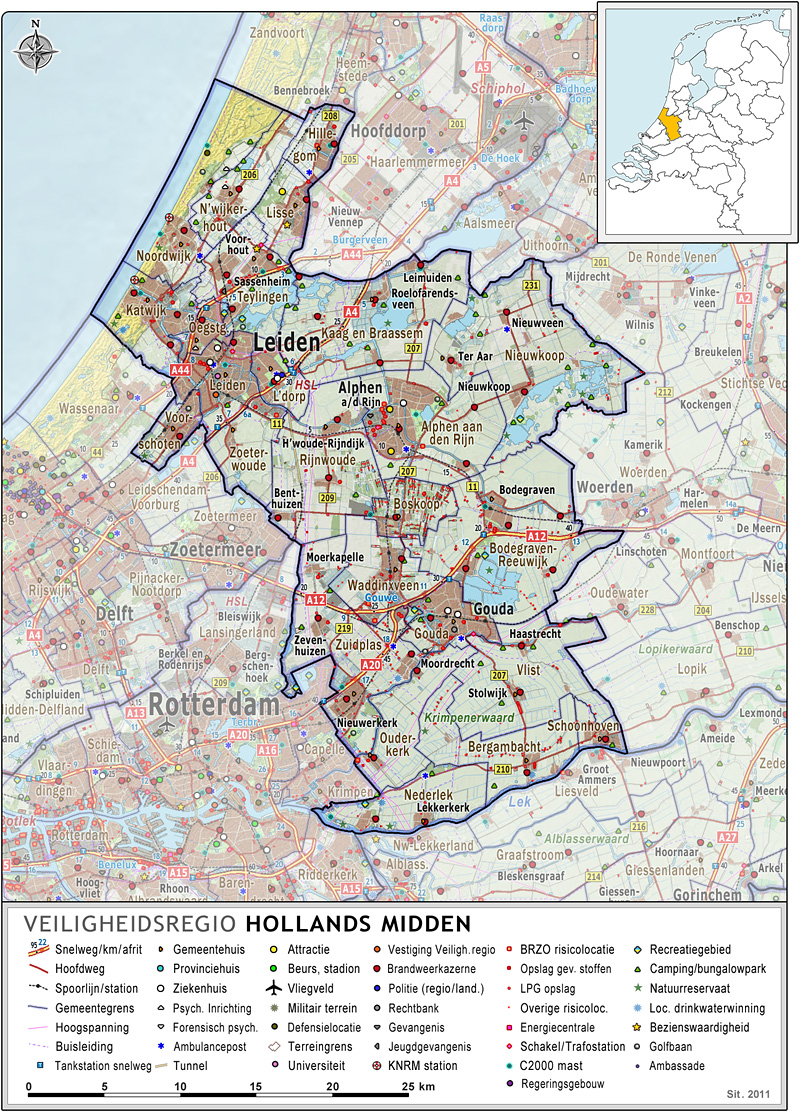
Veiligheidsregio Hollands Midden, impressie van het landschap en indeling van gemeenten (2011)

De Brandweer Hollands Midden is een organisatie die bestaat uit de 24 voormalige brandweerkorpsen van gemeenten die allen in de Veiligheidsregio Hollands Midden liggen en de voormalige Regionale Brandweer Hollands Midden.

## Algemeen
Op 1 januari 2011 zijn de 24 brandweerkorpsen en de Regionale Brandweer Hollands Midden opgegaan in Brandweer Hollands Midden, die verantwoordelijk is voor de brandweerzorg in de Veiligheidsregio Hollands Midden, met uitzondering van de gemeente Katwijk. Per 1 januari 2014 is ook de gemeentelijke brandweer van Katwijk toegetreden tot de Veiligheidsregio Hollands Midden.
De Brandweer Hollands Midden valt onder het Algemeen Bestuur Veiligheidsregio Hollands Midden met als voorzitter de burgemeester van Leiden.

## Overzicht brandweerkazernes Brandweer Hollands Midden
- Cluster Katwijk-Noordwijk-Noordwijkerhout
  - Katwijk
  - Rijnsburg
  - Valkenburg
  - Noordwijk
  - Noordwijkerhout
- Cluster Hillegom-Lisse-Teylingen
  - Hillegom
  - Lisse
  - Sassenheim
  - Voorhout
  - Warmond

- Cluster Leiden en omstreken
  - Leiden-Noord
  - Leiden-Zuid
  - Leiderdorp
  - Oegstgeest
  - Voorschoten

- Cluster Alphen aan den Rijn-Rijnwoude
  - Aarlanderveen
  - Alphen aan den Rijn
  - Benthuizen
  - Boskoop
  - Hazerswoude
  - Koudekerk aan den Rijn
  - Zwammerdam

- Cluster Nieuwkoop-Kaag en Braassem
  - Kaag
  - Leimuiden
  - Nieuwkoop
  - Nieuwveen
  - Rijpwetering
  - Roelofarendsveen
  - Ter Aar
  - Woubrugge

- Cluster Waddinxveen-Zuidplas
  - Moordrecht
  - Nieuwerkerk aan den IJssel
  - Zevenhuizen
  - Waddinxveen

- Cluster Gouda-Bodegraven-Reeuwijk
  - Bodegraven
  - Driebruggen
  - Nieuwerbrug
  - Reeuwijk
  - Gouda

- Cluster Krimpenerwaard
  - Bergambacht
  - Gouderak
  - Haastrecht
  - Krimpen aan de Lek
  - Lekkerkerk
  - Ouderkerk aan den IJssel
  - Lageweg
  - Schoonhoven
  - Stolwijk

## Aangrenzende regio's
| Aangrenzende regio's         | Aangrenzende regio's | Aangrenzende regio's        | Aangrenzende regio's | Aangrenzende regio's           |
| ---------------------------- | -------------------- | --------------------------- | -------------------- | ------------------------------ |
| Noordzee                     |                      | Brandweer Kennemerland      |                      | Brandweer Amsterdam-Amstelland |
|                              |                      |                             |                      |                                |
| Brandweer Haaglanden         | Brandweer Utrecht    |                             |                      |                                |
|                              |                      |                             |                      |                                |
| Brandweer Rotterdam-Rijnmond |                      | Brandweer Zuid-Holland Zuid |                      |                                |

## Grote branden en rampen in Hollands Midden
| 1438 | Stadsbrand Gouda    |
| 1807 | Leidse buskruitramp |